# فرعة الحريق

تعديل مصدري - تعديل

فرعة الحريق هي إحدى قرى عزلة سرار بمديرية سرار التابعة لمحافظة أبين، بلغ تعداد سكانها 67 نسمة حسب تعداد اليمن لعام 2004.